# Cephalipterum
Cephalipterum é um género botânico pertencente à família Asteraceae.